# Urophora cuspidata
Urophora cuspidata är en tvåvingeart som först beskrevs av Johann Wilhelm Meigen 1826.  Urophora cuspidata ingår i släktet Urophora och familjen borrflugor. Enligt den finländska rödlistan är arten nära hotad i Finland. Arten är reproducerande i Sverige. Artens livsmiljö är torra gräsmarker. Inga underarter finns listade i Catalogue of Life.